# Intuitive Machines
Intuitive Machines — американська приватна компанія, яка займається виробництвом безпілотників, скафандрів та космічних апаратів для польотів на Місяць.
31 травня 2019 року стала однією із трьох компаній, які обрала НАСА для доставки на Місяць вантажів. Intuitive Machines отримає $77 млн. за відправлення у зону Океану Бур чи Моря Ясності чотирьох приладів для проведення наукових експериментів у липні 2021 року. Найвірогідніше ракетою для запуску стане Falcon 9.

## Космічний апарат
Nova-C — космічний апарат, призначений для посадки на Місяці. Його вантажопідйомність — 100 кг, а елементами палива є рідкі метан та кисень, які потенційно можливо виготовляти на Місяці in situ. Після «приземлення» здатен змінювати своє місцезнаходження шляхом злету, переміщення у заданому напрямку та вертикальній посадці.

### DOGE-1
Під час місії IM-1 буде також запущений супутник DOGE-1, за який було заплачено криптовалютою DOGE.